# شللخ
شللخ قرية سورية تتبع ناحية تفتناز في منطقة مركز إدلب في محافظة إدلب. بلغ عدد سكانها 1917 نسمة في عام 2004 حسب إحصاء المكتب المركزي للإحصاء.